# Bidvest Wits Football Club
Wits University Football Club, connu aussi sous le nom BidVest Wits, est un ancien club sud-africain de football basé à Johannesburg.

## Historique
Créé en 1921 par des membres du Conseil des Étudiants de la South African School of Mines and Technology (fondée en 1896), le club change de nom en 1922 en même temps que l’institution, et devient Wits University, appellation courte de la célèbre université du Witwatersrand, à Johannesburg, l’une des plus prestigieuses du pays. À l’instar de l’université elle-même, Wits University a longtemps été l’un des clubs phares de la communauté blanche libérale. Dans les maillots aux couleurs bleu et blanc de l’université, trois équipes participèrent à leur premier championnat dès 1922.
Après avoir remporté le championnat de deuxième division du Transvaal dès ce premier essai, l’équipe première fut promue en première division, mais, reléguée après une seule saison, elle finit par échouer en troisième division peu après. Au début des années 1930, elle revint au plus haut niveau de ce qui s’appelait alors la Witwatersrand League. Le premier titre senior date de 1943 (Southern Transvaal First Division). En 1948, Wits remporta la toute première compétition universitaire nationale fut face à l’université du Natal 2-1 au Cap.
Le club resta en dehors de la première ligue professionnelle blanche, la National Football League (NFL), lancée en 1959. En 1961, il fut toutefois autorisé à participer à la deuxième division de la NFL tout en restant amateur. En raison de moyens et d’infrastructures limitées, il ne put se maintenir longtemps à ce niveau et descendit en troisième division en 1963. Après un an de purgatoire, Wits remonta en deuxième division, niveau qu’il devait enfin quitter 1975 grâce à sa promotion en première division. Le club, qui possédait désormais les infrastructures suffisantes, dont un stade bien équipé sur le campus de l’université, accepta la promotion et passa professionnel.
Fin 1977, la NFL fut dissoute et Wits rejoignit la National Professional Soccer League, ligue professionnelle noire créée en 1971, malgré les lois qui interdisaient le mélange racial dans le sport. Cette année-là, Wits finit deuxième du championnat derrière Lusitano, mais surtout remporta son premier titre d’importance, la Coupe d’Afrique du Sud (appelée Mainstay Cup, du nom de son sponsor), organisée par la NPSL, face aux redoutables Kaizer Chiefs. Le club allait ensuite régulièrement s’illustrer dans les nombreuses coupes qui rythment le calendrier du football sud-africain.
En 1984, Wits remporta le BP Top Eight, réservé aux huit meilleures équipes du championnat, puis en 1985 la Coupe de la ligue (JPS Knockout Cup, (après trois matches contre les Kaizer Chiefs).
Il fallut attendre dix ans pour voir de nouveaux trophées (BP Top 8 et Coupe de la Ligue, appelée Coca Cola Cup, en 1995).
Malgré les turbulences rencontrées lors de la période de transition politique et sportive des années 1990, le club a réussi à se maintenir en rejoignant en 1996 la nouvelle ligue professionnelle, baptisée Professional Soccer League (PSL). La relégation en deuxième division (Mvela Golden League) en 2005 a été suivie d’une remontée immédiate en Castle Premiership. C’est aujourd’hui l’un des clubs les mieux structurés du pays, qui s’appuie des joueurs issus de sa formation réputée, dont plusieurs ont été sélectionnés en équipe nationale.
Le club est célèbre pour sa politique de jeunes, la première équipe juniors étant lancée dès 1930. En 1978, le Wits University Junior Football Club fut créé regroupant huit équipes allant des benjamins aux juniors. Il compte aujourd’hui plus de 1 500 joueurs, répartis dans des équipes allant des poussins aux professionnels, en passant par les universitaires, ce qui en fait le plus grand club d’Afrique et l’un des plus grands du monde.

## Palmarès
Le club a connu un certain succès dans les coupes. Les noms des compétitions, souvent associées au nom du sponsor de l’épreuve, ont souvent changé au fil des années. Ce nom est indiqué entre parenthèses après l’année.
| Compétitions nationales | Compétitions internationales |
| - Championnat d'Afrique du Sud (1) - Champion : 2017 - Vice-champion : 2016 - Coupe d'Afrique du Sud (2) - Vainqueur : 1978 et 2010 - Finaliste : 2005 et 2014 - Coupe de la Ligue (3) - Vainqueur : 1985, 1995, 2017 - Finaliste : 1983, 2011 - MTN 8 (en) (3) - Vainqueur : 1984, 1995, 2016 - Finaliste :1986, 1989, 1990 | - Vierge                     |

## Joueurs célèbres
- Gary Bailey
- Richard Gough
- Eric Tinkler
- Steven Pienaar